# Stephen Parry (Schwimmer)
Stephen Benjamin „Steve“ Parry (* 2. März 1977 in Liverpool) ist ein ehemaliger britischer Schwimmer. Er gewann eine olympische Bronzemedaille. Bei Europameisterschaften erschwamm er eine Bronzemedaille auf der 50-Meter-Bahn und eine Goldmedaille sowie je zwei Silber- und Bronzemedaillen auf der 25-Meter-Bahn. Bei Commonwealth Games erhielt er eine Silbermedaille und zwei Bronzemedaillen.

## Karriere
Der 1,94 Meter große Stephen Parry war Spezialist im Schmetterlingsschwimmen. Parry besuchte die Florida State University und schwamm für den Stockport Metro Swimming Club. Seine erste internationale Medaille gewann er bei der Universiade 1995. Die britische 4-mal-100-Meter-Freistilstaffel belegte den dritten Platz, wobei Parry nur im Vorlauf mitgeschwommen war.
1997 bei den Europameisterschaften in Sevilla gewann Parry die Bronzemedaille über 200 Meter Schmetterling hinter dem Franzosen Franck Esposito und dem Ukrainer Denys Sylantjew. Parry hatte 0,3 Sekunden Rückstand auf Sylantjew und 0,08 Sekunden Vorsprung vor dem Deutschen Chris-Carol Bremer. Mit der 4-mal-100-Meter-Lagenstaffel belegte Parry den sechsten Platz. Anfang 1998 fanden die Weltmeisterschaften in Perth statt. Parry belegte den sechsten Platz über 200 Meter Schmetterling und lag damit einen Platz hinter seinem Landsmann James Hickman. Im September bei den Commonwealth Games 1998 in Kuala Lumpur siegte Hickman über 200 Meter Schmetterling vor dem Australier William Kirby, Parry wurde Dritter mit 0,06 Sekunden Rückstand auf den Australier. Bei den Europameisterschaften 1999 in Istanbul wurde Parry Sechster mit der 4-mal-100-Meter-Freistilstaffel. Über 200 Meter Schmetterling belegte er den fünften Platz mit einer Sekunde Rückstand auf Bronze. Ein Jahr später bei den Olympischen Spielen 2000 in Sydney wurde Parry in 1:57,01 Minuten Sechster über 200 Meter Schmetterling. Er lag damit 0,84 Sekunden hinter dem Drittplatzierten. An fünfter Stelle schlug Michael Phelps aus den Vereinigten Staaten an, ein 15-jähriger Nachwuchsschwimmer aus Baltimore. Im Dezember 2000 fanden in Valencia die Kurzbahneuropameisterschaften 2000 statt. Parry wurde Achter über 200 Meter Rücken und belegte mit der 4-mal-50-Meter-Lagenstaffel den vierten Platz. Über 200 Meter Schmetterling siegte der Deutsche Thomas Rupprath vor dem Russen Anatoli Poljakow. Parry wurde Dritter vor Hickman. Eine zweite Bronzemedaille gewann Parry mit der 4-mal-50-Meter-Freistilstaffel.
Bei den Commonwealth Games 2002 in Manchester siegte über 200 Meter Schmetterling der Australier Justin Norris vor Parry und Hickman. Mit der englischen 4-mal-200-Meter-Freistilstaffel gewann Parry die Bronzemedaille. Schließlich wurde er Siebter über 100 Meter Schmetterling. Bei den Kurzbahneuropameisterschaften 2002 in Riesa wurde Parry hinter dem Isländer Örn Arnarson Zweiter über 200 Meter Rücken. Über 200 Meter Schmetterling gewann Parry mit 0,11 Sekunden vor Hickman. 2003 bei den Weltmeisterschaften in Barcelona siegte Michael Phelps über 200 Meter Schmetterling vor dem Japaner Takashi Yamamoto und Tom Malchow aus den Vereinigten Staaten. Parry wurde Vierter mit 0,44 Sekunden Rückstand auf Malchow. Im Dezember wurde Parry bei den Kurzbahneuropameisterschaften 2003 in Dublin Zweiter über 200 Meter Schmetterling mit über einer Sekunde Rückstand auf den Franzosen Franck Esposito. Sein letztes großes Rennen bestritt Parry bei den Olympischen Spielen 2004 in Athen. Im Vorlauf über 200 Meter Schmetterling schwamm Parry die 16. Zeit und vermied das frühzeitige Ausscheiden nur um 0,05 Sekunden. In der nächsten Runde schwamm er über drei Sekunden schneller und war damit Halbfinalbester. Im Endlauf siegte Michael Phelps vor Takashi Yamamoto, Parry wurde Dritter mit fast einer Sekunde Rückstand auf den Japaner.
Parry wurde nach seiner Aktiven-Laufbahn Sportkommentator bei der BBC, wo er insbesondere den Schwimmsport in Funk und Fernsehen begleitete.